# 日托米尔机场袭击

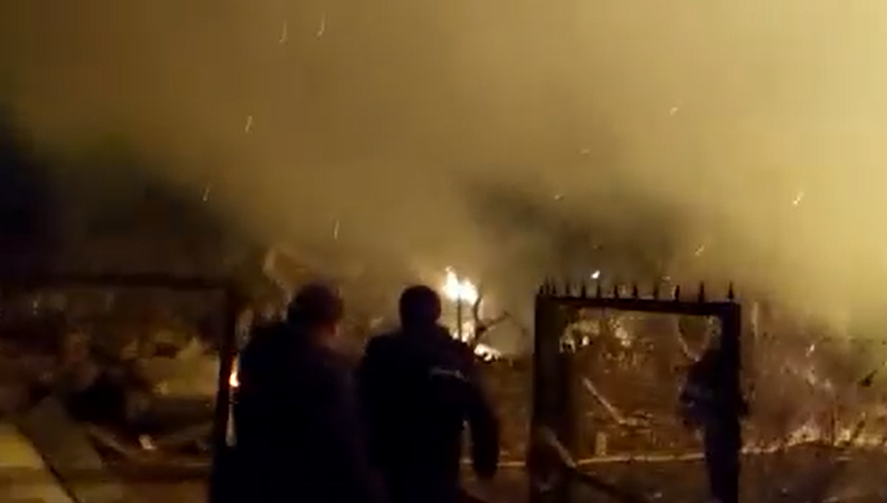
被俄国导弹打击后的日托米尔机场（2022年2月27日）

日托米尔机场袭击事件指的是在2022年俄罗斯入侵乌克兰期间，俄罗斯军队利用部署在白俄罗斯的导弹于2022年2月27日对乌克兰日托米尔州日托米尔机场进行的一次打击。日托米尔机场距离首都基辅约150公里。据报道，俄罗斯军队使用部署在白俄罗斯的伊斯坎德爾導彈打击民用的日托米尔机场。此次袭击事件后，为了接下来由白俄罗斯主持的，在白俄罗斯和乌克兰交界举行的俄乌第一次谈判，白俄罗斯方面承诺不允许俄罗斯利用其领土对乌克兰进行发起袭击。